# فاروق نجيب
فاروق نجيب (ولد 7 مارس 1940 - توفي21 يناير 2014 )، ممثل مصري. من الأقباط تعلم القراءة في الكُتاب وحفظ الكثير من سور القرآن الكريم، وكان يعتز بالثقافة الإسلامية، ولد في محافظة القاهرة، حصل على ليسانس أداب جامعة عين شمس، يصنف على إنه فنان كوميدي، عقب انتهاء فترة تجنيده قام الشاعر نجيب سرور بتقديمه في مسرحيته «وابور الطحين»، وقد غلب على أدواره الكوميديا.

## الوفاة
توفي عن عمر 73 عام في مساء يوم الثلاثاء الموافق الثاني والعشرين من يناير 2014 بعد تعرضه لجلطة دماغية في مستشفى التأمين الصحي بمدينة نصر، والتي دخلها بعد تدهور حالته الصحية لفترة طويلة.

## من أعماله

### الأفلام
- مسافر بلا طريق
- الظالم و المظلوم 1999

### المسلسلات
- الذين يحترقون
- الطاووس
- رأفت الهجان ج3
- خان الخليلى 1975

### الفوازير
- المناسبات

## روابط خارجية
- فاروق نجيب على موقع قاعدة بيانات الأفلام العربية
- فاروق نجيب على موقع ديسكوغز (الإنجليزية)